# GPD Win Max
 (août 2020).
Le GPD Win Max est un ordinateur portable/console de jeu succédant au GPD Win 2,. 
Il est fabriqué par la compagnie GamePad Digital (GPD) basée à Hong Kong, et a été financé grâce au financement participatif, comme son prédécesseur. Annoncée dans le premier trimestre 2020,, la campagne de financement participatif sur Indiegogo à officiellement été lancée le 18 mai 2020, permettant de se procurer l'appareil pour une contribution de 6000 HKD (environ 657,50 €), et s'est terminée le premier juillet 2020, pour plus de 3500 contributeurs ayant contribué près de 23 millions HKD (2,49 millions €).
Le GPD Win Max est classé comme pouvant exécuter des jeux AAA, annoncé comme pouvant émuler des consoles de jeux jusqu'à la sixième génération.

## Histoire
À la suite du succès du GPD Win 2 en 2018, GPD annonce leur plus grand appareil à ce jour, le GPD Win Max. Cet appareil veut être à la fois comme un réel ordinateur portable, tout en restant de la taille d'un Netbook, et en conservant les fameux contrôles intégrés de GPD. Le Win Max a fuité et a reçu la couverture des médias à partir d'avril 2019,, où l'on découvre que l'appareil était initialement prévu avec un processeur AMD Ryzen, avec des confirmations officielles à partir de mars 2020.
Après la clôture de la campagne de financement sur Indiegogo le premier juillet 2020, le prix du Win Max est passé de 6 000 HKD (environ 657,50 €) à 6 200 HKD (environ 674,50 €), et rester en vente sur le site jusqu'au 15 juillet 2020.

## Logiciel
Comme avec les itérations précédentes, le GPD Win Max fonctionne sous Windows 10 Home 64 bits. Le support actuel de GNU/Linux est globalement faible.